# KamAZ-6560
KamAZ-6560 est un camion militaire russe produit depuis 2005 par KamAZ.

## Galerie d'images

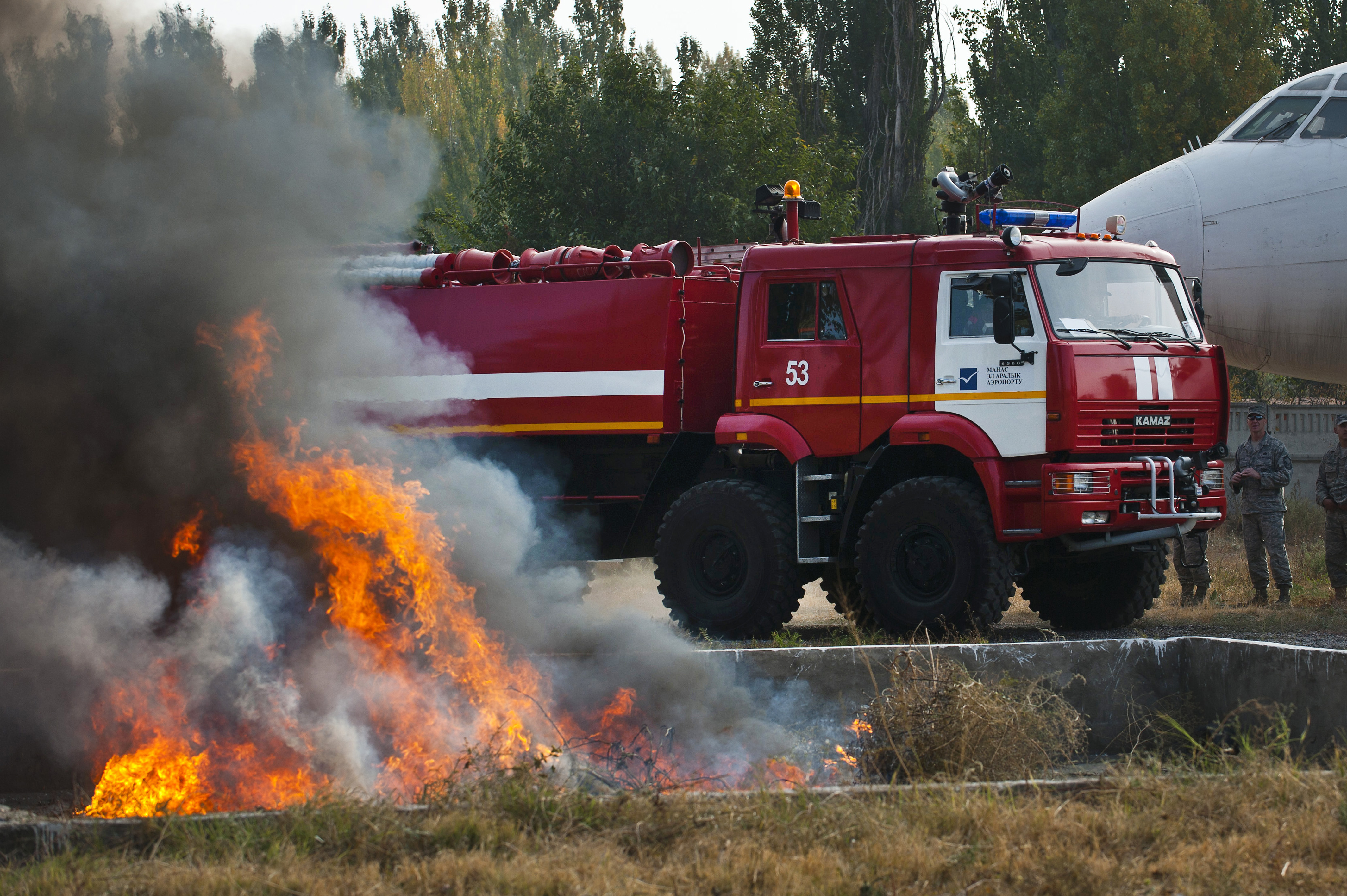
Version pompiers
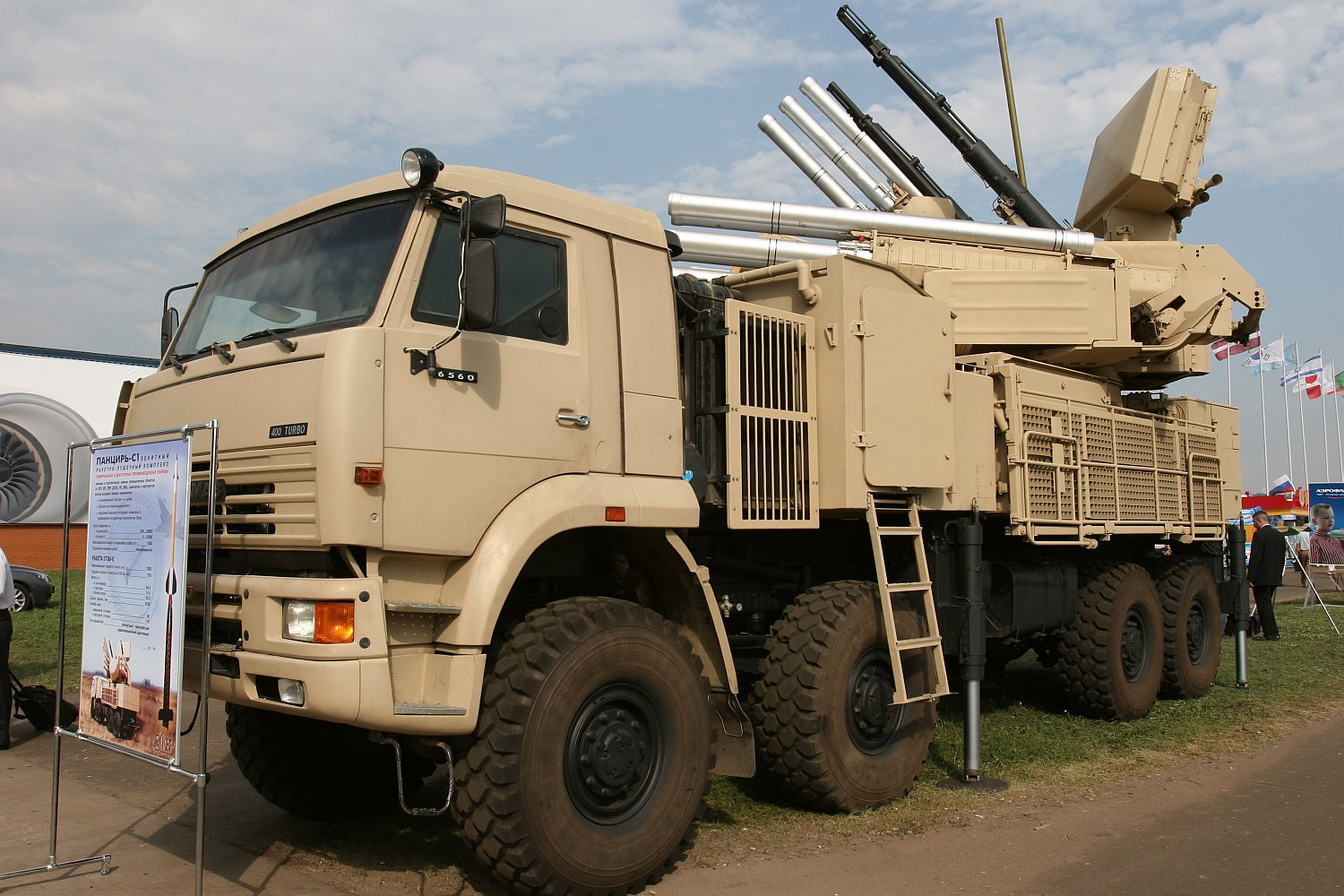
Véhicule support du Pantsir S-1
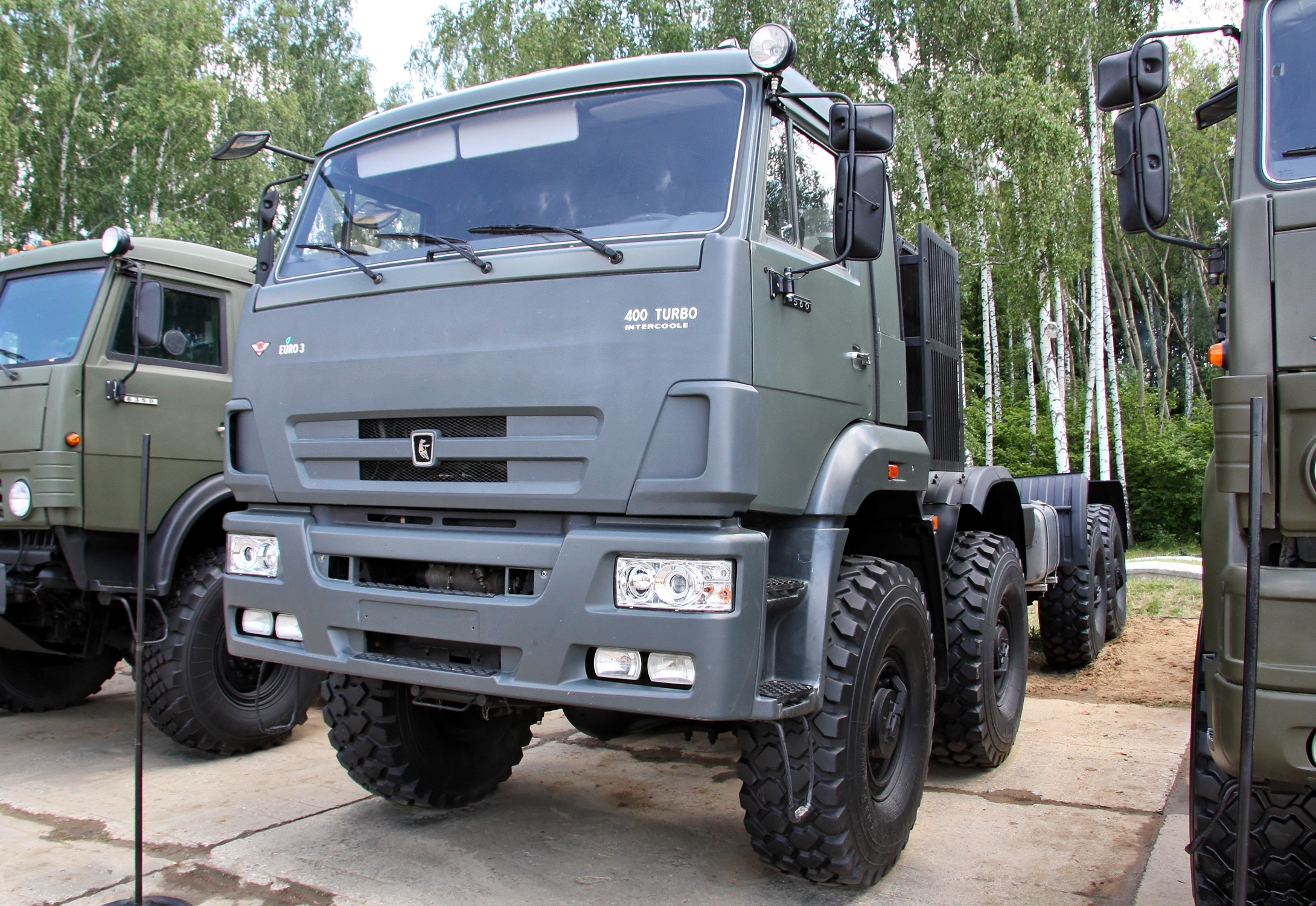
Tracteur routier